# 大帕克蒂亚

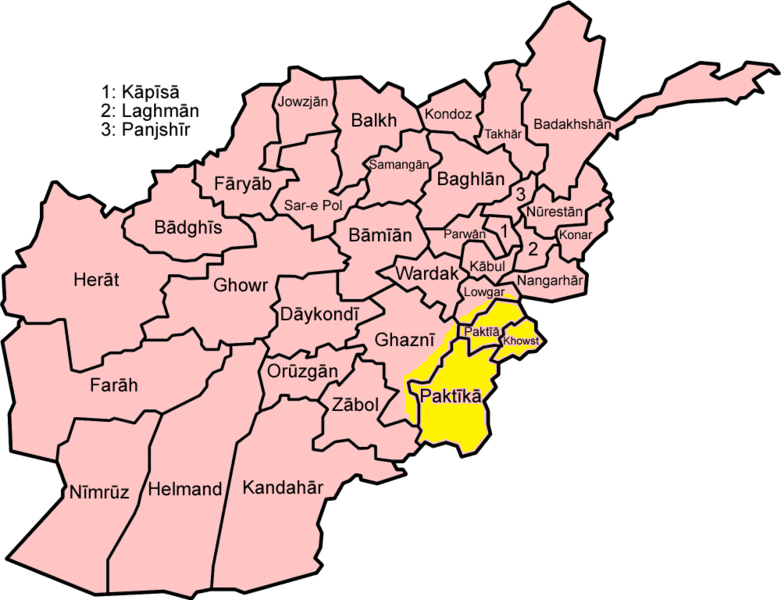
阿富汗境内的大帕克蒂亚地区

大帕克蒂亚（普什圖語：‎）是阿富汗的一个历史和文化区域，包括现代阿富汗的霍斯特省、帕克蒂亚省和帕克蒂卡省以及洛加尔省部分地区，同时也涵盖巴基斯坦开伯尔-普赫图赫瓦的古勒姆、本努和瓦济里斯坦地区。  
大帕克蒂亚的定义模糊，主要由共同的文化和历史连接起来，这些文化和历史与居住在该地区的本地部落密切相关。特定的服装风格、服饰种类、头巾样式、头巾布料颜色、普什图语方言等，有时与大帕克蒂亚本地的某些特定部落相关，从而融入了这一地区的文化。例如，大坎大哈地区的普什图部落成员可以通过头巾（“伦吉”）的样式和颜色迅速辨认出大帕克蒂亚的普什图人。同样，大帕克蒂亚的普什图人也可以通过领口无扣的卡米兹（衬衫）以及正面特定的刺绣图案，辨认出来自大坎大哈的人。  
这种类型的文化标志有许多微妙而复杂的细节，未被任何已知的书面历史记录，仅通过阿富汗和巴基斯坦的各普什图部落的成员的观察和了解得以传承。